# Cis aurasiacus
Cis aurasiacus is een keversoort uit de familie houtzwamkevers (Ciidae). De wetenschappelijke naam van de soort werd in 1919 gepubliceerd door Paul de Peyerimhoff de Fontenelle.